# James és Oliver Phelps
James Andrew Eric Phelps és Oliver Martyn John Phelps (Sutton Coldfield, Anglia, 1986. február 25. –) ikrek, angol színészek.
Ismertségüket Fred és George Weasley szerepének köszönhetik (James Fredet, Oliver George-ot) a Harry Potter c. filmsorozatban.
Oliver 13 perccel előbb született, mint James. Sutton Coldfieldben jártak iskolába a The Arthur Terry-be. 2004-ben jeles vizsgával zárták itteni tanulmányaikat.

## Életrajz
Mindketten különleges érdeklődést mutattak a színészet iránt már fiatal korukban, amikor is több iskolai színházi előadásban játszottak egymás mellett. 2000-ben az ikrek elmentek Fred és George Weasley szerepválogatására. „A mamánk hallotta, hogy meghallgatásokat tartanak ezekre a szerepekre Leedsben. Megnézett minket a szereposztó rendező, Janet Hircheson. Megkértek, hogy találkozzunk az igazgatóval, producerrel és íróval. Ez körülbelül hatszor történt meg, a képernyőtesztet beleértve. Azután azt mondták, hogy miénk a szerep.”
Az ikrek mindketten 190 magasak, és nincs másik testvérük. Az iskolában gyakran játszottak csínyeket a tanáraikon és diáktársaikon névcseréikkel, de meg lehet őket különböztetni; Oliver nyakának a jobb oldalán van egy anyajegy, James bal szemöldökén pedig egy sebhely.
Oliver és James mindketten hatalmas zenei rajongók és szeretnek hangversenyekre és fesztiválokra menni, nemrég megjelentek az V. Music Festival-on, ahol néhány kedvenc zenei művészük közül Red Hot Chili Peppers, a Foo Fighters, David Gray és Feeder játszott.
A sport egy másik a szenvedélyeik közül, azt mondják van egy kis versengés köztük amiatt, hogy rivalizáló futballcsapatoknak szurkolnak. Oliver az Aston Villának, James a Birmingham City-nek szurkol. A versengésük szintén felszínre tör a golfpályán. Mindkettőjük gyenge eredményekkel dicsekszik, bár James ragaszkodik hozzá, hogy ő a jobb golfjátékos.
Nemrég az ikrek fákat ültettek a National Forest-nál Leicestershire-ben. Érdekesség, hogy azt a fát, ami segített elkészíteni a Harry Potter seprűnyeleket, a fiúk ültették át, a fák nyír és kőris voltak.
2006 májusában részt vettek egy ünnepélyes futballtornán, ami a Celebrity World Cup Soccer Six nevet viselte.

### James Phelps
James Phelps legjobb barátai a Harry Potter szereposztásban Devon Murray (Seamus Finnigan) és Matthew Lewis (Neville Longbottom). A Harry Potter filmeken kívül James feltűnt még a Da Vinci Kódban is, de ez csak egy igen pici mellékszerep, mindössze a háttérben kell elfutnia. Arra törekszik, hogy a jövőben a kamera mögött is tevékenykedjen, vagy rosszfiúként megjelenjen egy James Bond filmben. A kedvenc hobbija a rögbi, a foci és a golf. Az utóbbit rendszeresen űzi is testvérével, és édesapjukkal, Martynnal. Eredetileg barna a haja (mindkettőjüknek), a Weasley ikrek miatt amikor forgatnak, három hetente vörösre kell festeni.

### Oliver Phelps
Oliver 13 perccel idősebb James-nél, kissé hosszúkásabb arca, és nyakának jobb oldalán található anyajegye miatt abszolút megkülönböztethető ikertestvérétől. Ha három szóban kéne leírnia saját magát, ezt mondaná: dumagép, barátságos és aktív. Oliver sokkal tisztelettudóbb az idősekkel szemben, ezt már Chris Columbus, a Harry Potter és a bölcsek köve rendezője is megmondta: "James egy kicsit szemtelen, de azért rendes gyerek." Oliver eddigi legelvetemültebb rajongói "ajándéka" egy melltartó volt krumplival teletöltve. Ennek még ma sem értik a jelentését… Oliver is, csak úgy mint testvére, szeret golfozni. Bár őt kevésbé érdekli (legalábbis annyira nem, mint James-t), és ő inkább az utána levő evést-ivást szereti. Oliver az Aston Villa-nak szurkol, és főként rock zenét hallgat. Szereti többek között a Red Hot Chilli Peppers-t, a Foo Foghters-t, Bon Jovi-t, a Coldplay-t, a Creed-et, a Velvet Revolver-t és a Guns'n'Roses-t. Az ő haja eredetileg szintén barna, így a forgatás alatt neki is 3 hetente festetni kell.

## Filmjeik
- 2001 - Harry Potter és a bölcsek köve (Harry Potter and the Sorcerer's Stone) - Fred és George Weasley
- 2002 - Harry Potter és a Titkok Kamrája (Harry Potter and the Chamber of Secrets) - Fred és George Weasley
- 2004 - Harry Potter és az azkabani fogoly (Harry Potter and the Prisoner of Azkaban) - Fred és George Weasley
- 2005 - Harry Potter és a Tűz Serlege (Harry Potter and the Goblet of Fire) - Fred és George Weasley
- 2006 - A da Vinci-kód - futó (James Phelps szerepe)
- 2007 - Harry Potter és a Főnix rendje (Harry Potter and the Order of the Phoenix) - Fred és George Weasley
- 2009 - Harry Potter és a Félvér Herceg (Harry Potter and the Half-Blood Prince) - Fred és George Weasley
- 2009 - Kingdom - Az igazak ügyvédje (tv-sorozat) - Callum és Finlay Anderson
- 2009 -  A Mind's Eye (kisfilm)
- 2010 - Harry Potter és a Halál ereklyéi 1. (Harry Potter and the Deathly Hallows: Part I.) - Fred és George Weasley
- 2011 - Harry Potter és a Halál ereklyéi 2. (Harry Potter and the Deathly Hallows: Part II.) - Fred és George Weasley
- 2012 - The Turn (rövidfilm) - Morris Talliver (James Phelps szerepe)
- 2013 - Hamlet

## Fordítás
Ez a szócikk részben vagy egészben  a   James_and_Oliver_Phelps című angol Wikipédia-szócikk fordításán alapul.  Az eredeti cikk szerkesztőit annak laptörténete sorolja fel. Ez a jelzés csupán a megfogalmazás eredetét és a szerzői jogokat jelzi, nem szolgál a cikkben szereplő információk forrásmegjelöléseként.